# 240 T Nord 4.001 à 4.005

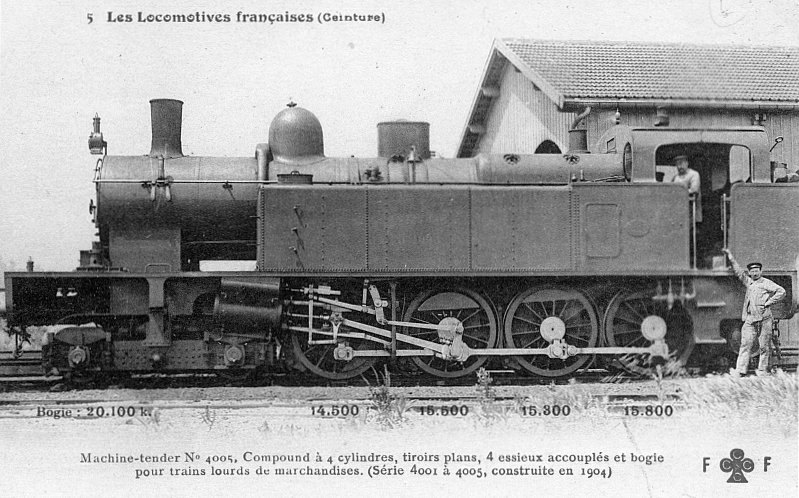
La 240 n° 4 005 de la ligne de Ceinture, future 240 TA 4 005.

Les 240 Ceinture 4 001 à 4 005, devenues en 1934 les 240 T Nord 4 001 à 4 005, sont des locomotives à vapeur de type Twelve wheel de la Compagnie des chemins de fer du Nord.
Elles deviendront les 240 TA 4 001 à 4 005 à la formation de la SNCF en 1938.